# Kościół Matki Boskiej Zwycięskiej w Toruniu
Kościół Matki Boskiej Zwycięskiej w Toruniu, dawniej: kościół św. Jerzego – zabytkowa neogotycka świątynia katolicka w jurysdykcji parafii Matki Bożej Zwycięskiej w Toruniu, znajdująca się przy ul. Podgórnej 76.

## Historia
Początkowo był to kościół ewangelicki, nawiązujący do kościoła pw. św. Jerzego, znajdującego się na Chełmińskim Przedmieściu, na północ od murów miejskich Torunia. Po rozebraniu kościoła w 1811 roku parafia św. Jerzego korzystała z domu modlitwy kościoła zboru ewangelicko-reformowanego, następnie kościoła pw. Świętej Trójcy, należącego do gminy nowomiejskiej.
Z inicjatywy pastora Reinholda Heuera na pocz. XX wieku rozpoczęto budowę kościoła. W sierpniu lub we wrześniu 1900 roku parafia kupiła niecałe dwie morgi ziemi pod budowę kościoła i plebanii. Oszacowano, że całkowity koszt inwestycji wyniesie ok. 118 tys. marek niemieckich. Powstały co najmniej dwa projekty świątyni, jeden autorstwa Schneidereita z Dusseldorfu, drugi Engelberta Joussena. Kierownictwo budowy zdecydowało się wybrać projekt Schneidereita. Honorowy patronat nad budową objęła Augusta Wiktoria, królowa Prus i cesarzowa niemiecka.
Planowo miał stanąć naprzeciw drewnianej kaplicy kościoła staroluterańskiego i pomieścić 800 miejsc siedzących. Na wieży miały być zawieszone trzy dzwony. Zgodnie z ówczesną modą wieża miała być asymetryczna w stosunku do kościoła. Pracami kierował powiatowy inspektor budowlany Goldbach z Torunia, przy pomocy Johanna Schultza i Fritza Zandera. Prace murarskie wykonywał mistrz murarski Kickelhann. Budowa była finansowana ze składek parafian, środków przekazanych przez magistrat Torunia oraz składki Gustav-Adolf Frauen Verein.
W sierpniu 1904 roku ukończono budowę plebanii. Wykopy przygotowano na początku września 1904 roku, a października 1904 roku położono kamień węgielny pod fundamenty świątyni. 1 czerwca 1905 roku została wydana zgoda na budowę kościoła. W 1906 roku zawieszono dzwony. Kościół poświęcono 17 maja (według innego źródła 27 maja) 1907 roku. Należał on do Ewangelickiej Staropruskiej Unii.
Kościół był użytkowany przez ewangelików do 1945 roku. W 1945 roku kościół stał się pw. Matki Boskiej Zwycięskiej filialnym rzymskokatolickiej parafii Chrystusa Króla. 7 października 1971 roku erygowano parafię Matki Bożej Zwycięskiej w Toruniu. W 1995 roku założono ogrzewanie olejowe. W następnych latach docieplono kościół, zabezpieczono okna oraz odnowiono witraże. W 2000 roku odnowiono prezbiterium.

## Architektura i zabytki
Swoją formą świątynia nawiązuje do form architektury gotyckiej z czasów panowania zakonu krzyżackiego. Dzwony, zawieszone w 1906 roku, wykonano w odlewni z Apoldy. Wnętrze zostało ozdobione malowidłem przedstawiającym św. Jerzego walczącego ze smokiem. Malowidło powstało według projektu prof. Wilhelma Süsa z Karlsruhe, malatury wykonali malarze Wilhelm Sievers z Hanoweru i Kutschmann z Berlina. Mozaiki kościelne wzorowano na mozaikach z berlińskiego Kaiser-Wilhelm-Gedächtniskirche oraz komnat św. Elżbiety w Zamku Wartburgu. Mozaiki wykonała firma Puhl und Wagner. przedsionka Organy wykonała firma P.B. Völknera z Bydgoszczy. Warsztat Ferdynanda Müllera z Quedlinburga wykonał okna wraz z dekoracjami.
W 2001 roku w prezbiterium odsłonięto mozaikowy obraz głowy Chrystusa Umęczonego według Albrechta Dürera. Po obu stronach obrazu znajdują się freski, przedstawiające aniołów trzymających wstęgi z napisami: Oto człowiek, Zostaliście kupieni zapłatą wielką. Ich autorem jest Wilhelm Siebers z Hanoweru. Do kościoła należały srebrne naczynia, które odnaleziono po 1945 roku. Trafiły one do zbiorów Muzeum Okręgowego w Toruniu. Kościół figuruje w gminnej ewidencji zabytków (nr 85).
W kościele została wmurowana płyta nagrobna braci czeskich Johanna Paula Stranskiego i jego żony Christiny z 1648 roku, pierwotnie pochowanych na starym cmentarzu św. Jerzego w Toruniu.